# .dd
.dd fou el domini de primer nivell territorial (ccTLD) de la República Democràtica d'Alemanya (Alemanya Oriental). Fou escollit basat en el codi ISO 3166-1 alpha-2 per aquest estat germànic, i les seves lletres sorgeixen del nom del país en alemany: Deutsche Demokratische Republik. D'acord amb la política de la IANA, .dd estava disponible per a ser assignat com el domini de primer nivell territorial (ccTLD) per l'Alemanya Oriental. No obstant això, mai va arribar a afegir-se al servidor de dominis per entrar en vigor. Fou únicament utilitzat internament a la Universitat de Jena i a la de Dresden.
Amb la reunificació de 1990, l'Alemanya Oriental va passar a formar part de la República Federal Alemanya, que ja disposava del domini de primer nivell territorial .de. El codi ISO 3166-1 .dd fou esborrat aquell mateix any.